# Dicranoptycha squamigera
Dicranoptycha squamigera är en tvåvingeart som beskrevs av Alexander 1963. Dicranoptycha squamigera ingår i släktet Dicranoptycha och familjen småharkrankar.
Artens utbredningsområde är Madagaskar. Inga underarter finns listade i Catalogue of Life.